# Vieux corps

Les vieux corps sont, à l'origine, des régiments formés à partir des vieilles bandes des provinces frontières. 

« Les bandes suisses, espagnoles, italiennes et gasconnes, les lansquenets (landesknechte) et les Reitres (Reuters) de l'Allemagne se rendirent redoutables dans les armées et précédèrent l'infanterie française, qui, elle-même prit naissance au seizième siècle, des bandes noires du Piémont : c'est de ces bandes que sortirent les six grands vieux corps. À la même époque la gendarmerie noble céda une part de service de la cavalerie, qu'elle avait jusqu'alors exclusivement remplie [...]. »

## Les «grands vieux»
Prenant place, dans l'ordre de bataille, après les régiments de la maison militaire du roi, le régiment des Gardes françaises et celui des Gardes-Suisses, ces régiments de plus ancienne création possèdent des prérogatives d'honneur et de commandement sur les autres régiments d'infanterie.
Les six Grands Vieux corps, sous l’Ancien Régime, étaient les six grands régiments permanents les plus anciens de l’armée française.
Ce sont :
- le régiment de Picardie ou premier régiment, formé en 1479, actuel 1er régiment d'infanterie
- le régiment de Navarre ou deuxième régiment, formé en 1558, devenu 5e régiment d'infanterie (dissous en 1997)
- le régiment de Champagne ou troisième régiment, formé en 1558, devenu 7e régiment d'infanterie (dissous en 1977)
- le régiment du Piémont ou quatrième régiment, formé en 1558, devenu 3e régiment d'infanterie (dissous en 1998)

Par la suite, on a également donné le titre de vieux corps à deux autres régiments moins anciens, qui marchaient immédiatement après les quatre premiers :
- le régiment de Normandie ou cinquième régiment, formé en 1616, devenu 9e régiment d'infanterie (dissous en 1940)
- le régiment de La Marine, formé en 1635, devenu 11e régiment d'infanterie (dissous en 1940), à l'origine des troupes de marine

### Drapeaux des grands vieux

Drapeaux de la compagnie colonelle
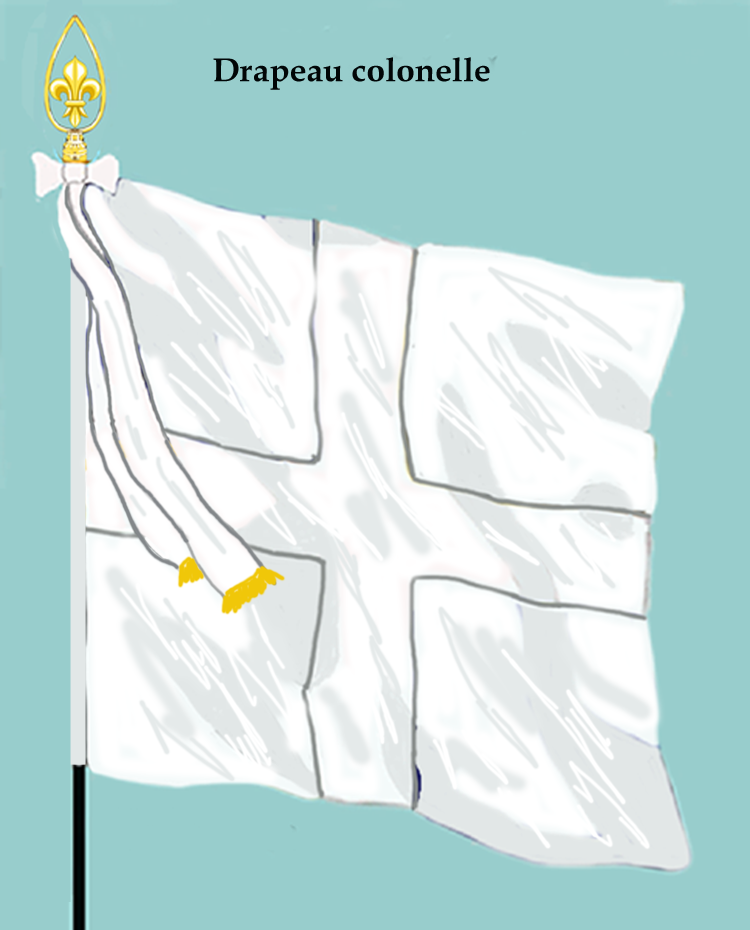
drapeau colonel
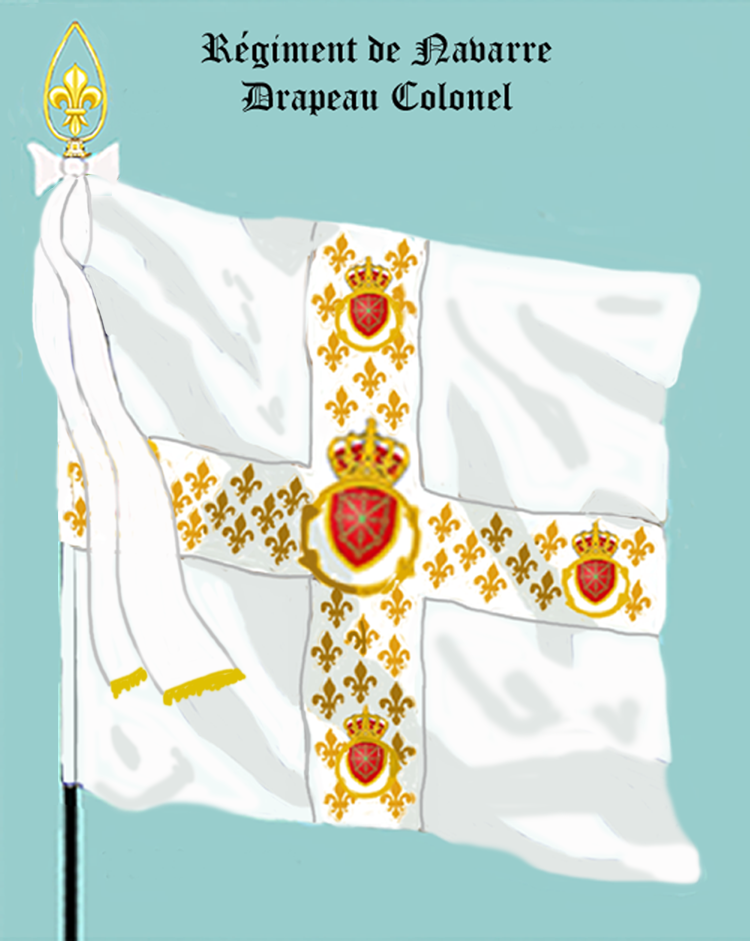
drapeau colonel de Navarre

Drapeaux d'ordonnance
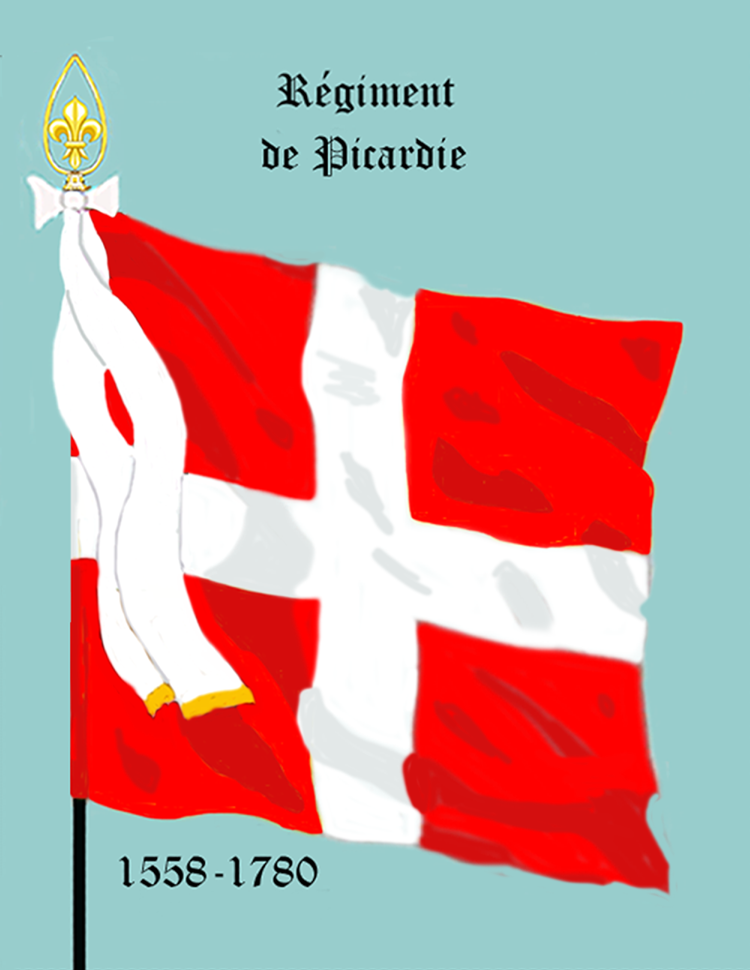
drapeau d’Ordonnance du régiment de Picardie de 1585 à 1780
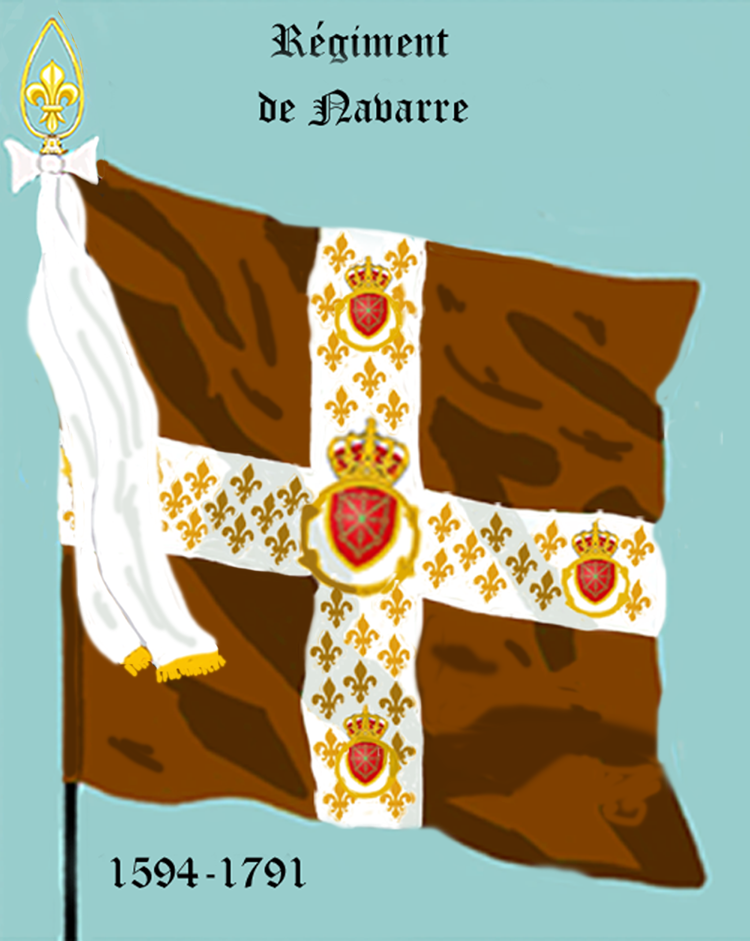
régiment de Navarre de 1594 à 1791
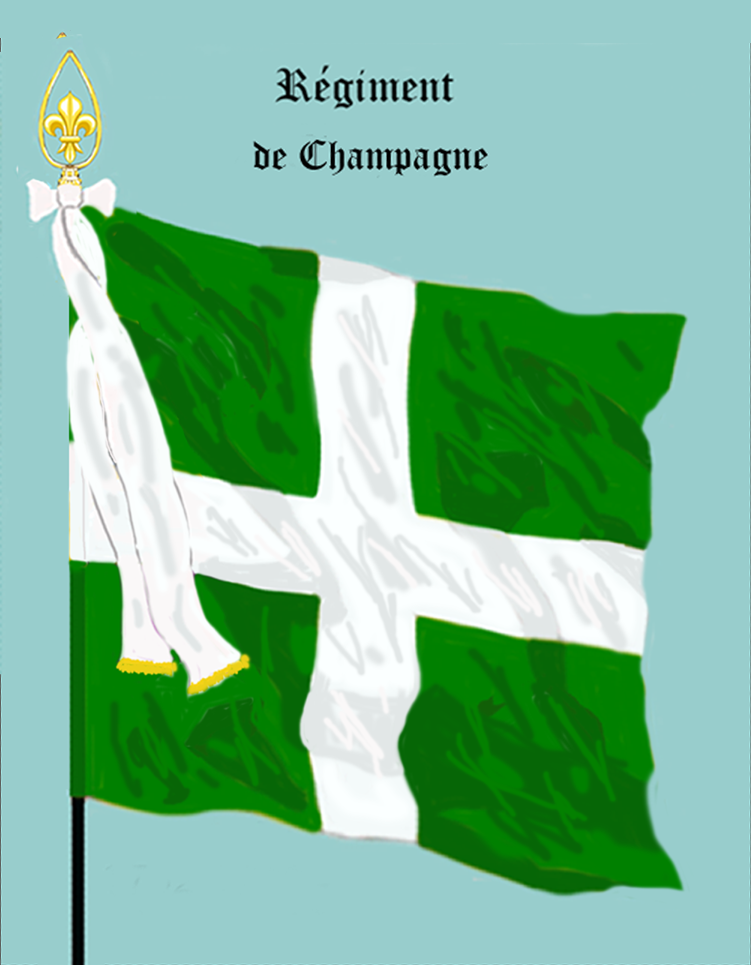
régiment de Champagne de 1585 à 1791
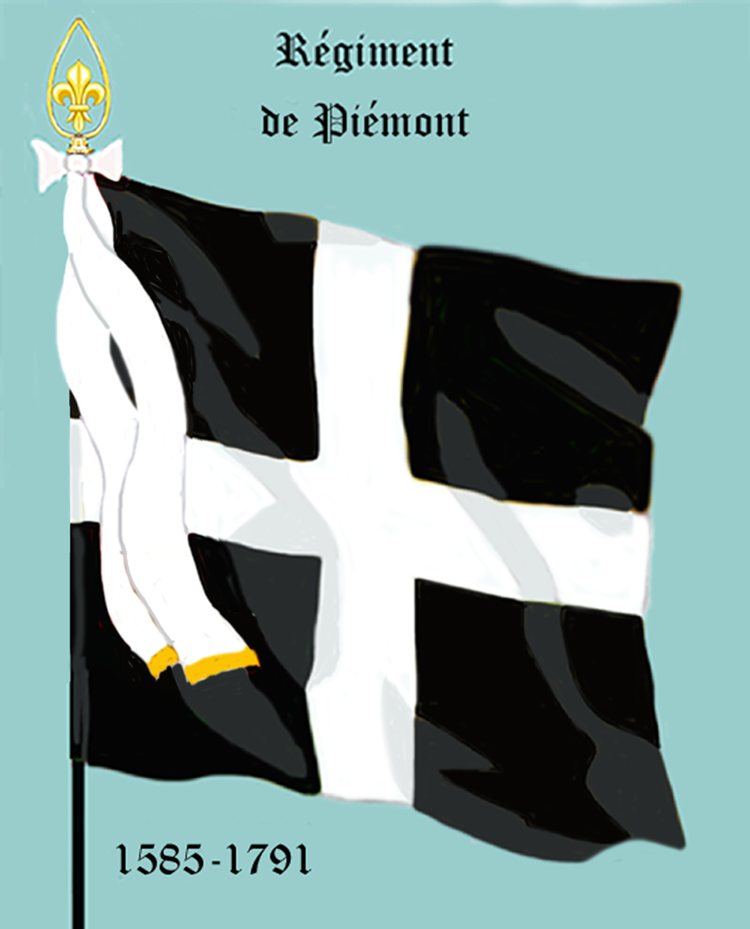
régiment de Piémont de 1585 à 1791
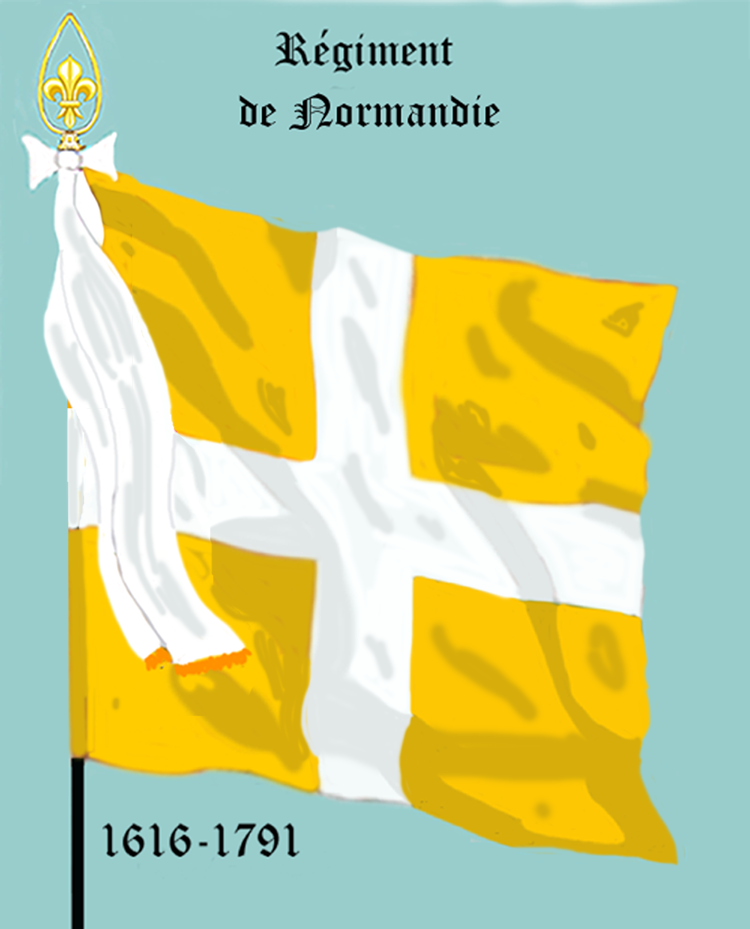
Régiment de Normandie de 1616 à 1791
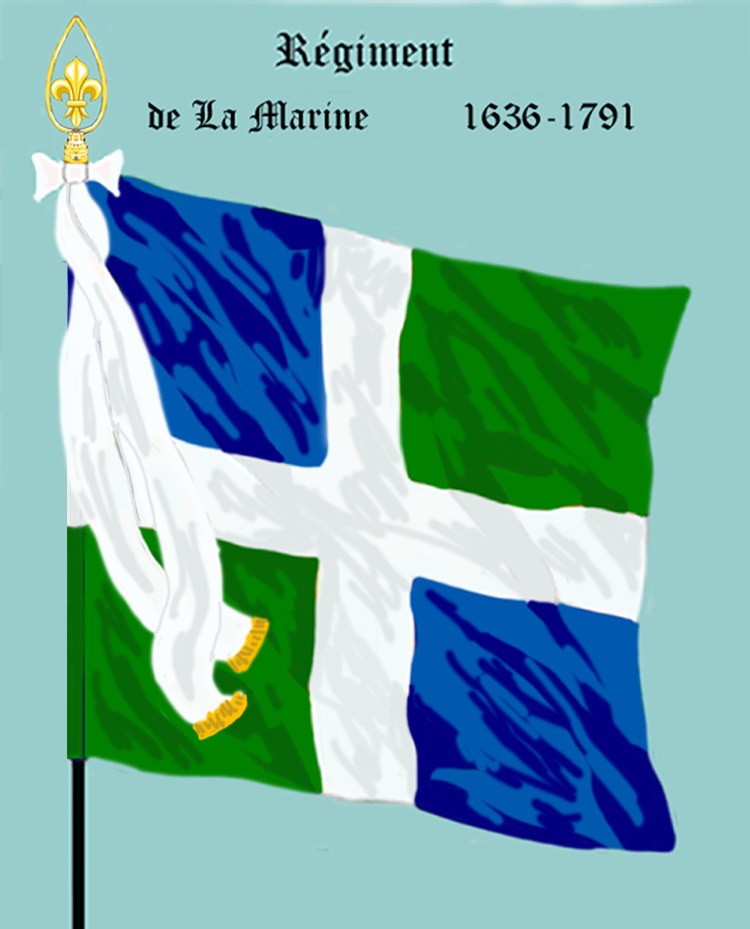
régiment de La Marine de 1636 à 1791

## Les «petits vieux»
Il n'y avait, sous Louis XIII, que six petits vieux corps. Ils n'étaient pas nécessairement parmi les plus anciens régiments, mais, prenant rang, à la suite des vieux corps, avant les autres régiments d'infanterie, ils se distinguaient de ceux-ci par divers aspects : premiers à avoir reçu un drapeau blanc, ils n'étaient pas dissous après une guerre, mais seulement réformés pour le nombre de soldats et de compagnies et, comme les vieux corps, possédaient un prévôt de justice.
Ces petits vieux n'avaient pas de nom fixe, à l'exception de
- Bourbonnais, deuxième petit vieux,
- Auvergne, troisième petit vieux,
- et du régiment du Roi[5], sixième petit vieux.

Les trois autres prenaient le nom de leur colonel : Rambure, puis Richelieu, Rosand, puis Sault, d'Esdiguière et Tallard, Espagni, puis Bouffers-Rémiancourt, Feuquières, Vaubecourt, etc., ou d'une province.

### Drapeaux des «petits vieux»

Drapeaux de la compagnie colonelle
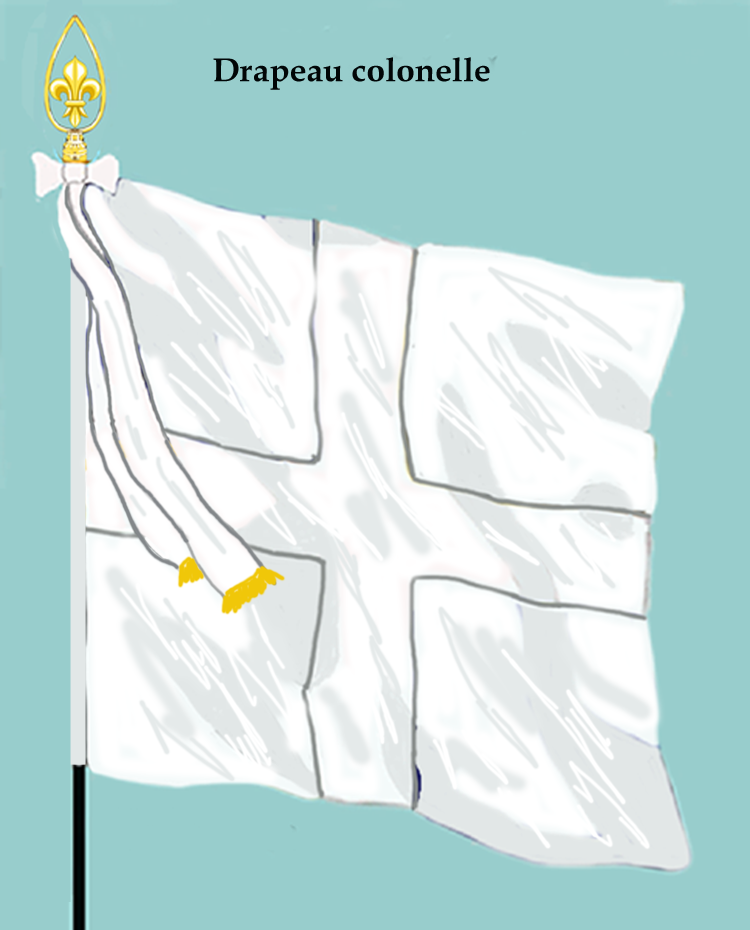
drapeau colonelle
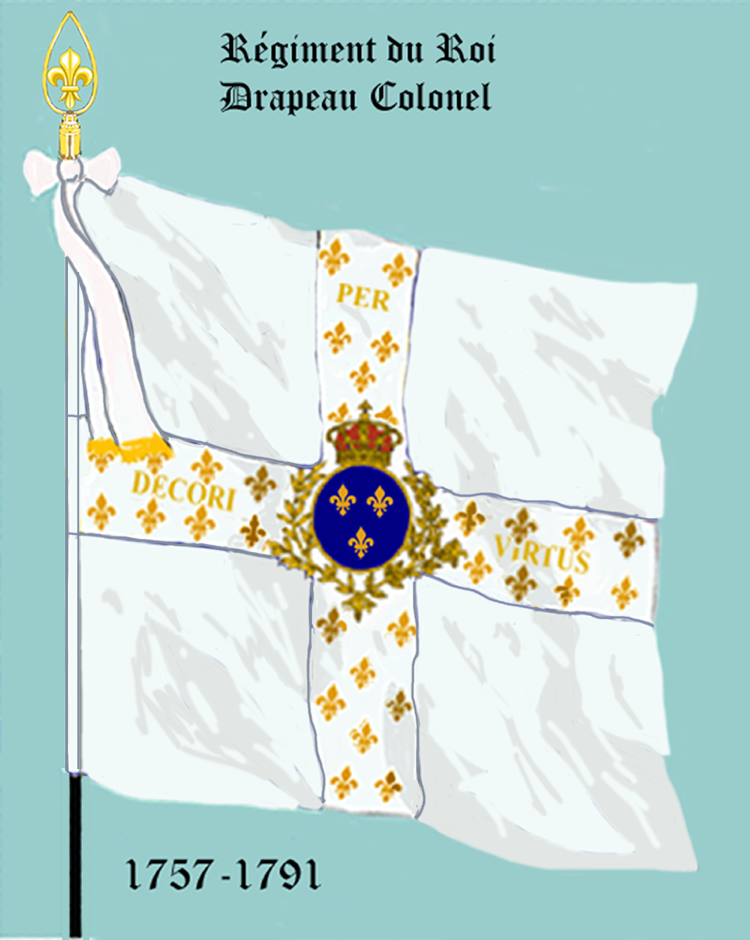
drapeau colonelle du régiment du Roi de 1757 à 1791

Drapeaux d'ordonnance
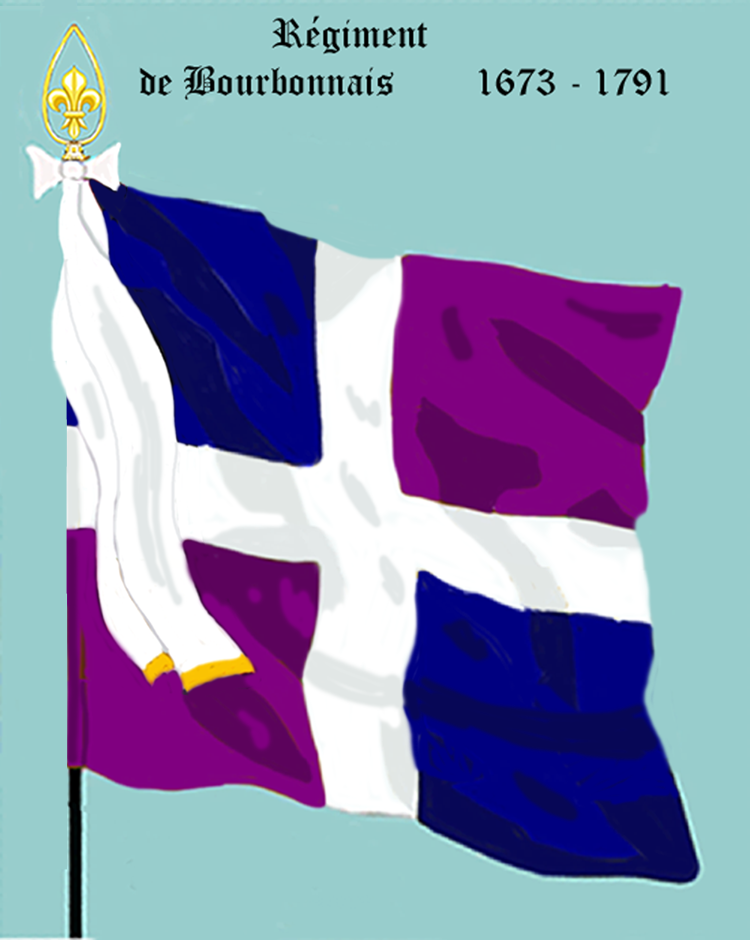
régiment de Bourbonnais de 1673 à 1791
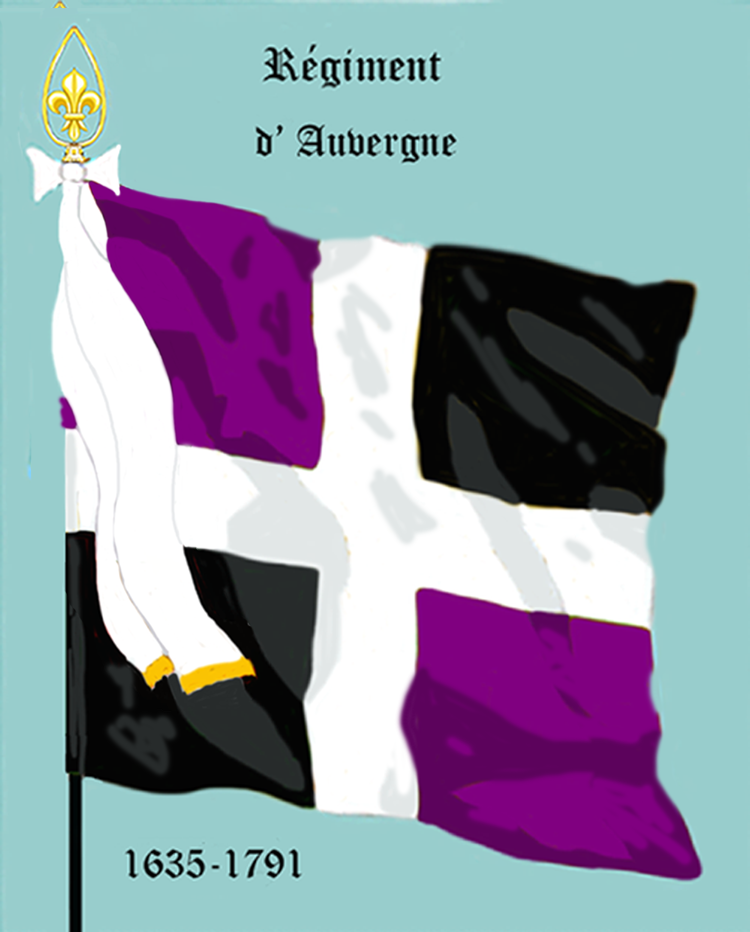
régiment d'Auvergne de 1635 à 1791
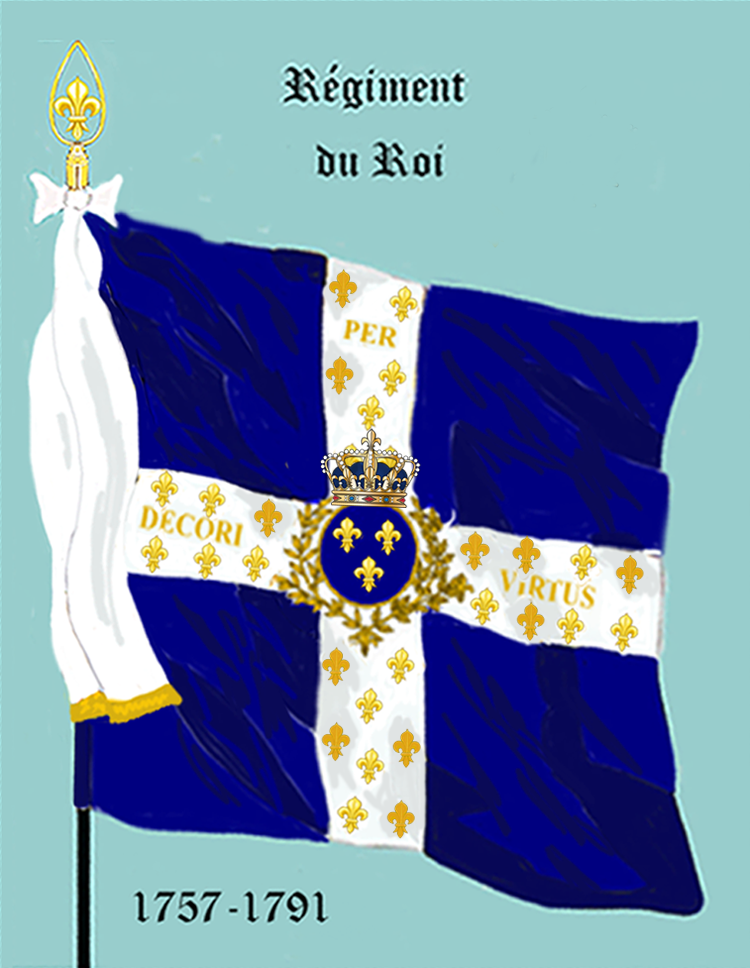
drapeau d’ordonnance du régiment du Roi de 1757 à 1791